# Krocząc wśród cieni
Krocząc wśród cieni (ang. A Walk Among the Tombstones) – amerykański film z gatunku kryminału neo-noir. Jego reżyserem jest Scott Frank. Został oparty na bazie powieści o tym samym tytule z 1992 autorstwa Lawrence'a Blocka. Występują w nim Liam Neeson, Dan Stevens, David Harbour, Brian Bradley i Boyd Holbrook. Jego premiera odbyła się 19 września 2014. Polska premiera miała miejsce 2 października 2014. Opinie krytyków były mieszane. Film zarobił 62 mln $ na całym świecie.

## Obsada
- Liam Neeson jako Matthew Scudder
- Dan Stevens jako Kenny Kristo
- Boyd Holbrook jako Peter Kristo
- Ólafur Darri Ólafsson jako Jonas Loogan
- Brian Astro Bradley jako TJ
- Mark Consuelos jako Reuben Quintana
- David Harbour jako Ray
- Adam David Thompson jako Albert
- Sebastian Roché jako Yuri Landau
- Laura Birn jako Leila Andersen
- Danielle Rose Russell jako Ludmilla Landau (Lucia)

## Odbiór

### Box office
Film zarobił 25 mln $ w Ameryce Północnej oraz 36,1 mln $ na innych kontynentach, co dało mu zarobki o wysokości 62,1 mln $, przy budżecie o wysokości 28 mln $.